# Campionati del mondo di ciclocross 2008 - Gara maschile Junior
La trentesima edizione della gara maschile Junior dei Campionati del mondo di ciclocross si svolse il 26 gennaio 2008 con partenza ed arrivo da Treviso, in Italia, su un circuito di 3,252 km da ripetere più volte. La vittoria fu appannaggio del francese Arnaud Jouffroy, il quale terminò la gara in 40'30", precedendo lo slovacco Peter Sagan e terzo il ceco Lubomir Petrus.
Partenza con 62 ciclisti, dei quali 61 portarono a termine la competizione.

## Squadre partecipanti
| N. ciclisti | Cod. | Squadra       |
| ----------- | ---- | ------------- |
| 5           | BEL  | Belgio        |
| 1           | CAN  | Canada        |
| 5           | CZE  | Rep. Ceca     |
| 5           | ESP  | Spagna        |
| 5           | FRA  | Francia       |
| 4           | GBR  | Gran Bretagna |
| 4           | GER  | Germania      |
| 8           | ITA  | Italia        |
| 2           | JPN  | Giappone      |

| N. ciclisti | Cod. | Squadra     |
| ----------- | ---- | ----------- |
| 3           | LUX  | Lussemburgo |
| 5           | NLD  | Paesi Bassi |
| 5           | POL  | Polonia     |
| 5           | SUI  | Svizzera    |
| 2           | SVK  | Slovacchia  |
| 1           | SWE  | Svezia      |
| 1           | UKR  | Ucraina     |
| 5           | USA  | Stati Uniti |

## Classifica (Top 10)
| Pos. | Corridore               | Squadra     | Tempo   |
| ---- | ----------------------- | ----------- | ------- |
| 1    | Arnaud Jouffroy         | Francia     | 40'30"  |
| 2    | Peter Sagan             | Slovacchia  | a 1"    |
| 3    | Alexandre Billon        | Cechia      | a 4"    |
| 4    | Elia Silvestri          | Italia      | a 54"   |
| 5    | Matthias Rupp           | Svizzera    | a 55"   |
| 6    | Pierre Garson           | Francia     | a 1'07" |
| 7    | Stef Boden              | Belgio      | a 1'08" |
| 8    | Sean De Bie             | Belgio      | a 1'11" |
| 9    | Jonathan Cessot         | Francia     | s.t.    |
| 10   | Michiel van der Heijden | Stati Uniti | a 1'12" |